# Майкл Джей Фокс
Ма́йкл Е́ндрю Фокс (англ. Michael Andrew Fox; нар. 9 червня 1961 у Едмонтоні, Канада), знаніший як Майкл Дж. «Джей» Фокс (англ. Michael J. Fox) — канадський та американський актор, письменник, активіст, продюсер і режисер кіно і телебачення. Почав зніматися ще у 1970-х роках, але найбільшу популярність здобув за виконання ролі Марті МакФлая у фантастичній трилогії «Назад у майбутнє», а також серіалі «Сімейні зв'язки», що виходив в ефір з 1982 по 1989 рік, за роль у якому актор виграв три премії «Еммі», один «Золотий глобус», а також дві «премії Гільдії кіноакторів США».
У 1991 році акторові поставили діагноз — хвороба Паркінсона, у чому Фокс публічно зізнався у 1998 році. 2000 року він перестав вести активну роботу у кіно і на телебаченні у зв'язку з погіршенням стану через хворобу і покинув шоу «Спін-Сіті», де виконував головну роль протягом чотирьох телесезонів. Відтоді він займався пошуками ліків проти захворювання, що призвело до створення благодійного фонду «Фонд Майкла Джей Фокса з дослідження хвороби Паркінсона», а 5 березня 2010 року шведський дослідний інститут «Karolinska Institutet» назвав Фокса «почесним доктором» (англ. лат. honoris causa) за внесок у дослідження хвороби.
З 2000 року актор переважно працює у кіно і на телебаченні, озвучуючи анімаційних персонажів, серед яких — герої фільмів «Атлантида: Загублена імперія» і «Стюарт Літтл», а також з'являється у гостьових ролях у серіалах: «Юристи Бостона», «Гарна дружина», «Врятуй мене», «Клініка» та ін. Крім того, Майкл Джей Фокс випустив три біографічні роботи: «Lucky Man: A Memoir»(2002), «Always Looking Up: The Adventures of an Incurable Optimist» (2009) та "A Funny Thing Happened on the Way to the Future: Twists and Turns and Lessons Learned" (2010). За заслуги в галузі досліджень 27 травня 2011 акторові вручили «Орден Канади».
Актор є п'ятиразовим лауреатом премії «Еммі», чотириразовим лауреатом премії «Золотий глобус», дворазовим лауреатом премії Гільдії кіноакторів США, володарем премії «Греммі» та інших престижних нагород.

## Біографія

### Ранні роки
Майкл Ендрю Фокс народився 9 червня 1961 року в Едмонтоні, провінція Альберта, Канада, у сім'ї військового Білла Фокса, службовця у збройних силах Канади і актриси та клерка Філліс Фокс (до шлюбу Пайпер). Через роботу батька, сім'я, у якій крім Майкла було ще п'ятеро дітей, часто переїжджала, поживши у багатьох містах Канади. Коли йому було 13 років, батько пішов у відставку (батько актора помер від серцевого нападу 6 січня 1990), і сім'я оселилася у передмісті Ванкувера, у містечку під назвою Бернабі, де хлопчик навчався в одній школі з Браяном Адамсом. Зараз один зі шкільних театрів у Південному Бернабе носить ім'я Фокса. Тоді Майкл дуже захоплювався хокеєм і пов'язував з ним своє майбутнє, але через занадто маленький зріст — близько 164 см — змушений був залишити цей спорт, і хлопчик вирішив спробувати себе в акторстві.
Учитель акторської майстерності був дуже задоволений Майклом, вважаючи, що у нього безумовно є талант. У 15 років Майкл опинився на екрані у канадському серіалі каналу CBC «Лео і я» (згодом з'ясувалося, що Фокс став одним з чотирьох акторів шоу, у яких розвинулася хвороба Паркінсона, що підійняло питання — чи міг екологічний фактор вплинути на розвиток хвороби). Спочатку творці не хотіли прослуховувати 15-річного підлітка, оскільки їм потрібен був 10-річний хлопчик. Але Майкл завжди виглядав молодше за свої роки і таки зумів дістати цю роль. Саме тоді, після закінчення серіалу, Майкл остаточно вирішив бути актором. Але творець фільму «Листи від Френка», продюсер Рональд Шедло, у якого також знявся молодий актор, сказав, що Майклу варто спробувати себе у Голівуді, де ймовірність прославитися набагато більше. 1979 року, ледь акторові виповнилося вісімнадцять, він приймає шокуюче для батьків рішення — переїхати до Америки, а точніше — у Лос-Анджелес, кинувши школу (і тільки після весілля актор повернеться у рідне місто). Якби не його бабуся, навряд чи затію вдалося б здійснити. Єдине, про що жалкує Майкл, так це про те, що їй не довелося прожити так довго, щоб побачити його успіх у шоу «Сімейні узи».
Майкл мав намір використовувати ім'я Майк Фокс (так його ім'я було зазначено у фільмі «Листи від Френка») і далі, але коли він зареєструвався у «Гільдії кіноакторів США», з'ясувалося, що у списках вже є актор Майкл Фокс — заслужений характерний актор. У своїй книзі «Lucky Man: A Memoir», а також у декількох інтерв'ю, актор пояснив, що йому не подобалося ім'я Ендрю Фокс або Енді, тому він придумав середнє «Джей» — на честь актора Майкла Джей Полларда.
Спочатку кар'єра Фокса у Голівуді не складалася. Намагаючись приховати свій маленький зріст, він сильно поправився і був змушений сісти на дуже жорстоку дієту, щоб повернути свій колишній вигляд. Після кількох невдач Фокс заліз у борги, продав усі свої меблі і вже збирався повернутися до Канади, коли один телефонний дзвінок повністю змінив його життя: Фоксу запропонували зніматися у телесеріалі «Сімейні узи». Серіал завоював незвичайну популярність мало не у всьому світі і приніс Майклу три нагороди «Еммі» за найкращу роль.

### Початок кар'єри

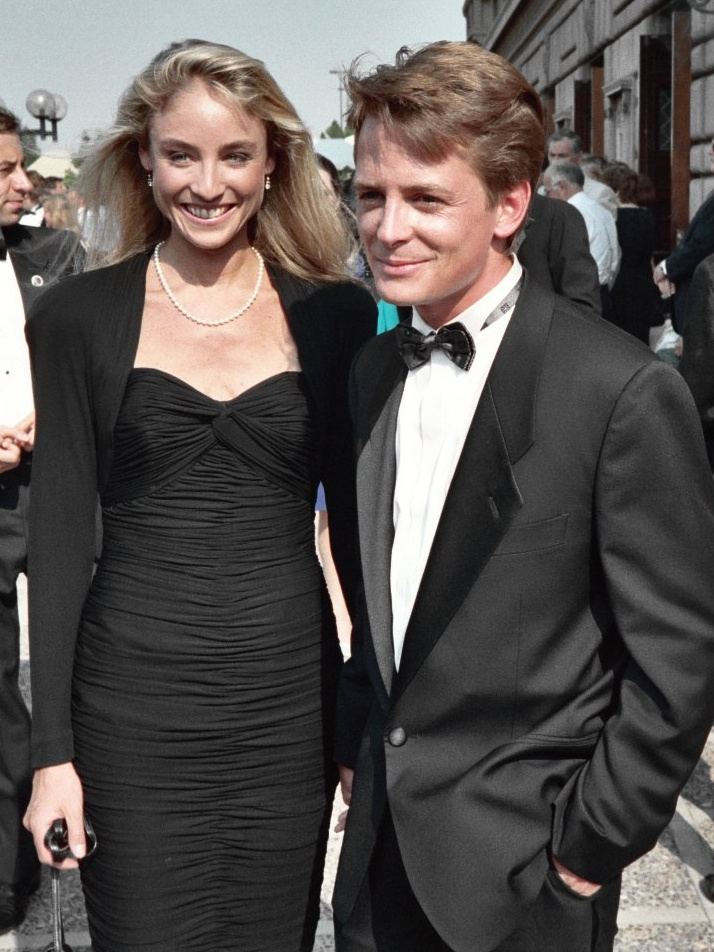
Майкл Джей Фокс з Трейсі Поллан на 40-ій щорічній церемонії вручення премії «Еммі» у серпні 1988 року незабаром після укладення їхнього шлюбу

Першими великими роботами Фокса стали фільми «Опівнічне безумство» (1980) і «Клас-1984» (1982), у яких актор згаданий як Майкл Фокс. Незабаром після виходу картин Майкл отримує роль молодого республіканця Алекса П. Кітона у серіалі «Сімейні узи», що виходив на каналі NBC сім сезонів, з 1982 по 1989 рік. Майкл отримав роль оскільки Метью Бродерік не міг зніматися у цьому шоу. Спочатку батьки героя повинні були бути головними персонажами, а слоган шоу звучав як: «Просунуті батьки, розважливі дітки». Позитивні відгуки про роботу Майкла зробили його зіркою вже з перших епізодів першого сезону. На піку популярності шоу збирало біля телеекранів третину всіх сімей Америки щотижня. Фокс виграв три премії «Еммі» за роль у серіалі з 1986 по 1988 рік. Також здобув премію «Золотий глобус» у 1989 році.
Брендон Тартікофф, один з продюсерів шоу, хотів замінити Фокса, оскільки вважав його занадто малорослим для ролі. «Це не та особа, яку можна помістити на коробку для сніданків». Після успіху шоу Фокс подарував Тартікоффу саморобну коробку з написом: «Брендон, тут ти можеш зберігати свої каркання. Люблю і цілую, Майкл Джей Фокс». Тартікофф зберігав коробку у своєму офісі аж до свого звільнення з NBC.
Працюючи у шоу, Фокс познайомився зі своєю майбутньою дружиною Трейсі Поллан, що грала його кохану Еллен. Коли актор покинув серіал «Спін-Сіті», в останньому епізоді за участю Фокса було багато посилань до «Сімейних уз»: Майкл Грос (який зіграв батька Алекса, Стівена) зіграв психотерапевта Майка Флаерті, також згадується персонаж Меллорі. Коли Флаерті став лобістом від захисників довкілля у Вашингтоні, він знайомиться з консервативним сенатором з Огайо на ім'я Алекс П. Кітон, а в одному з епізодів Мередіт Бекстор зіграла матір Майка.

### Успіх трилогії «Назад у майбутнє»

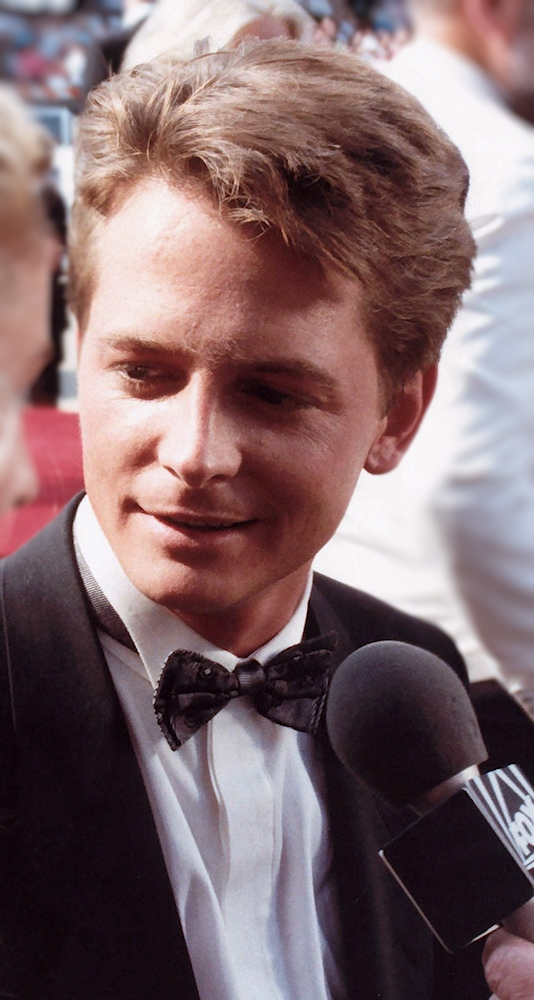
Майкл Джей Фокс на 40-ій щорічній церемонії вручення премії «Еммі» у серпні 1988

Потім була головна роль у фантастичній комедії «Назад у майбутнє», яка стала лідером за касовими зборами у 1985 році. Перша частина розповідає про підлітка Марті Макфлая, який потрапляє з 1985-го у 1955 рік, де знайомиться зі своїми батьками, на той час учнями старшої школи. У результаті нещасного випадку його власна мати закохується у Марті, ставлячи під загрозу існування сина, оскільки він не народиться, якщо його батьки не познайомляться і не закохаються один в одного.
Режисер Роберт Земекіс з самого початку хотів, щоб головну роль Марті МакФлая зіграв Майкл Джей Фокс. Однак автор серіалу «Сімейні узи» Гері Девід Голдберг відмовився дати згоду на участь Фокса у проєкті, оскільки у той же період Мередіт Бекстор покинула шоу після того, як народила близнюків: шоу не могло втратити ще одного головного героя. На роль Марті було затверджено Еріка Штольца, який і розпочав знімання. Однак незабаром Земекіс звільнив актора, скільки, на думку режисера, у нього не було необхідної для ролі харизми. До цього часу Мередіт Бекстор повернулася у шоу, і Голдберг дав добро на участь Фокса у фільмі за умови, що той не залишить шоу. Фокс знімався у «Сімейних узах» з 10 до 18 годин, а потім поспішав на знімальний майданчик «Назад у майбутнє», знімаючись у нічний час до 2.30 годин. Фокс працював у такому режимі протягом двох місяців.
Фільм «Назад у майбутнє» користувався любов'ю критиків і глядачів, а також став касовим хітом: у 1985 році впродовж восьми тижнів картина була лідером касових зборів США, зібравши в усьому світі $ 381 110 000. Variety оцінив гру Фокса і його колеги, Крістофера Ллойда, порівнявши їх дружбу із взаємовідносинами Короля Артура і Мерліна. Заповзятливий Роберт Земекіс вирішив закріпити свій успіх ще двома фільмами, які вийшли у 1989 і 1990 роках.
Під час знімання другої частини народилася перша дитина Фокса — син Сем. Також у цій частині Фокс втілив чотири образи: самого себе з 1985 року, сина і дочку з майбутнього і себе, постарілого з 2015 року. У третій частині він зіграв Марті і його предка Шеймуса. На зніманні актор ледь не позбувся життя: у сцені з повішенням головного героя мотузка занадто сильно затягла йому шию. Знімальна група дивувалася тому, наскільки правдоподібно грає Фокс, поки той не знепритомнів. Крім того, у цей же час — 6 січня 1990 року — у актора помирає батько.

### Подальші проєкти

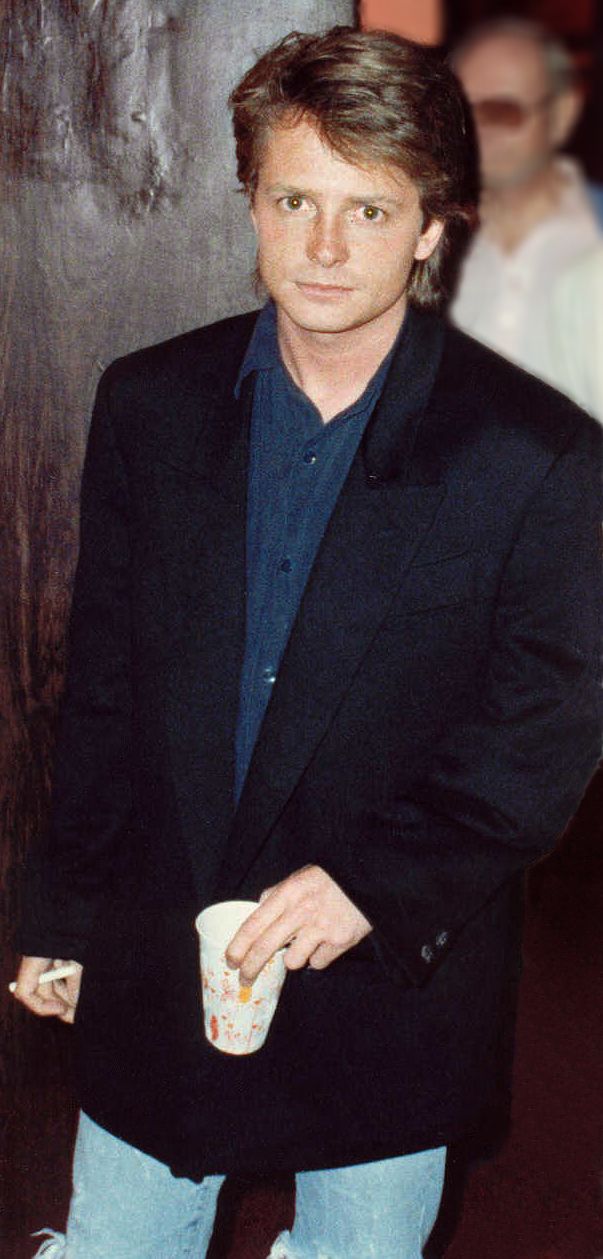
Фокс у вересні 1987

Після знімання картини «Назад у майбутнє» пішли головні ролі у проєктах «Вовченя» (1985), «Денне світло» (1987), «Секрет мого успіху» (1987), «Яскраві вогні, велике місто» (1988) і «Військові втрати»(1989).

У комедії «Секрет мого успіху» Фокс зіграв випускника університету Канзасу, який переїжджає у Нью-Йорк, щоб підкорити велике місто, але стикається зі зворотним боком сучасного бізнесу. Фільм став комерційно успішним, зібравши в усьому світі $ 110 млн. Роджер Еберт з The Chicago Sun Times написав: 
|  | Фокс стає головним надбанням і яскравим центром всього дійства картини: без нього важче було б сприймати жанрове розмаїття картини від ситкому до вульгарності і постільного фарсу. |

У фільмі «Яскраві вогні, велике місто» Фокс виконав роль співробітника журналу «New York Magazine», що займається перевіркою фактів — молода людина проводить вільний час на вечірках, напиваючись і вживаючи наркотики. Картина отримала змішані відгуки, а Гел Гінсон з The Washington Post дав грі Фокса негативну характеристику, зазначивши, що «актор абсолютно не підходив на цю роль». Між тим, Роджер Еберт навпаки підкреслив захоплення майстерністю Фокса: 
|  | Він гарний у головній ролі, його п'яний монолог - це найкраще з усього того, що він робив у цьому фільмі. |

Також у зніманні взяла участь його кохана, колишня колега по «Сімейним узам», Трейсі Поллан.

Потім Фокс зіграв головну роль у фільмі про в'єтнамську війну під назвою «Військові втрати» разом з Шоном Пенном. Фільм не став касовим хітом, але Майкл отримав переважно позитивні відгуки про свою роль рядового, службовця у В'єтнамі. Дон Віллмотт написав: 
|  | Пройшов лише рік після закінчення знімання у легковаговому ситкомі, а Фокс виріс як актор настільки, що може чудово впоратися з подібною роллю, що стала голосом моральності всього фільму, Пенн також чудовий. |

У 1991 році Майкл зіграв головну роль у романтичній комедії «Доктор Голівуд», що розповідає про талановитого лікаря, який вирішив зайнятися пластичною хірургією. Переїхавши з Вашингтона до Лос-Анджелеса, герой опиняється у маленькому містечку. Майкл Кейтон-Джонс з Time Out описав виконання Фокса таким чином: «фірмовий фонтан емоцій актора у всій красі». Потім виходить комедія «Напролом», у якій Фоксу дісталася роль актора, який вивчає роботу поліцейського у виконанні Джеймса Вудса. У період з 1992 по 1996 рік Фокс знявся у головних ролях ще у декількох фільмах, таких як «Консьєрж» (1993), «Життя з Майкі» (1993) і «Жадібність» (1994), а також з'явився у ролях другого плану у фільмах «Американський президент»(1995) і «Марс атакує!» (1996).

Останньою великою роботою у кіно став фільм «Страшили» (1996 року). Картина розповідається історію архітектора Френка Бенністера (Фокс), який потрапляє в аварію, внаслідок чого гине його дружина. Після нещасного випадку він починає бачити привидів і вирішує з їх допомогою заробити, зайнявшись вигнанням духів, яких він же і нацьковує на будинки потенційних клієнтів. Між тим, у місті орудує таємничий маніяк-убивця, який виявляється примарою, яка повернулася з Пекла. Гра Фокса була високо оцінена, Кеннет Туран з The Los Angeles Times написав: 
|  | Кожен з акторів на своєму місці. І Фокс - в одній з найкращих ролей за довгий час - і Альварадо, неймовірно нагадує у цьому фільмі Енді Макдауелл, чудово виглядають у цьому містичному трилері з елементами драми і комедії. |

Фокс також неодноразово займався озвучуванням: у фільмах «Стюарт Літтл» і «Стюарт Літтл 2», знятих за мотивами популярних книг І. Б. Вайта. Також Фокс озвучив пса на ім'я Шанс у двох фільмах «Дорога додому: Неймовірна подорож» і «Дорога додому 2: Загублені у Сан-Франциско» і молодого вченого Мало Тетча у мультфільмі «Атлантида: Загублений світ».

### «Спін-сіті» і розвиток хвороби

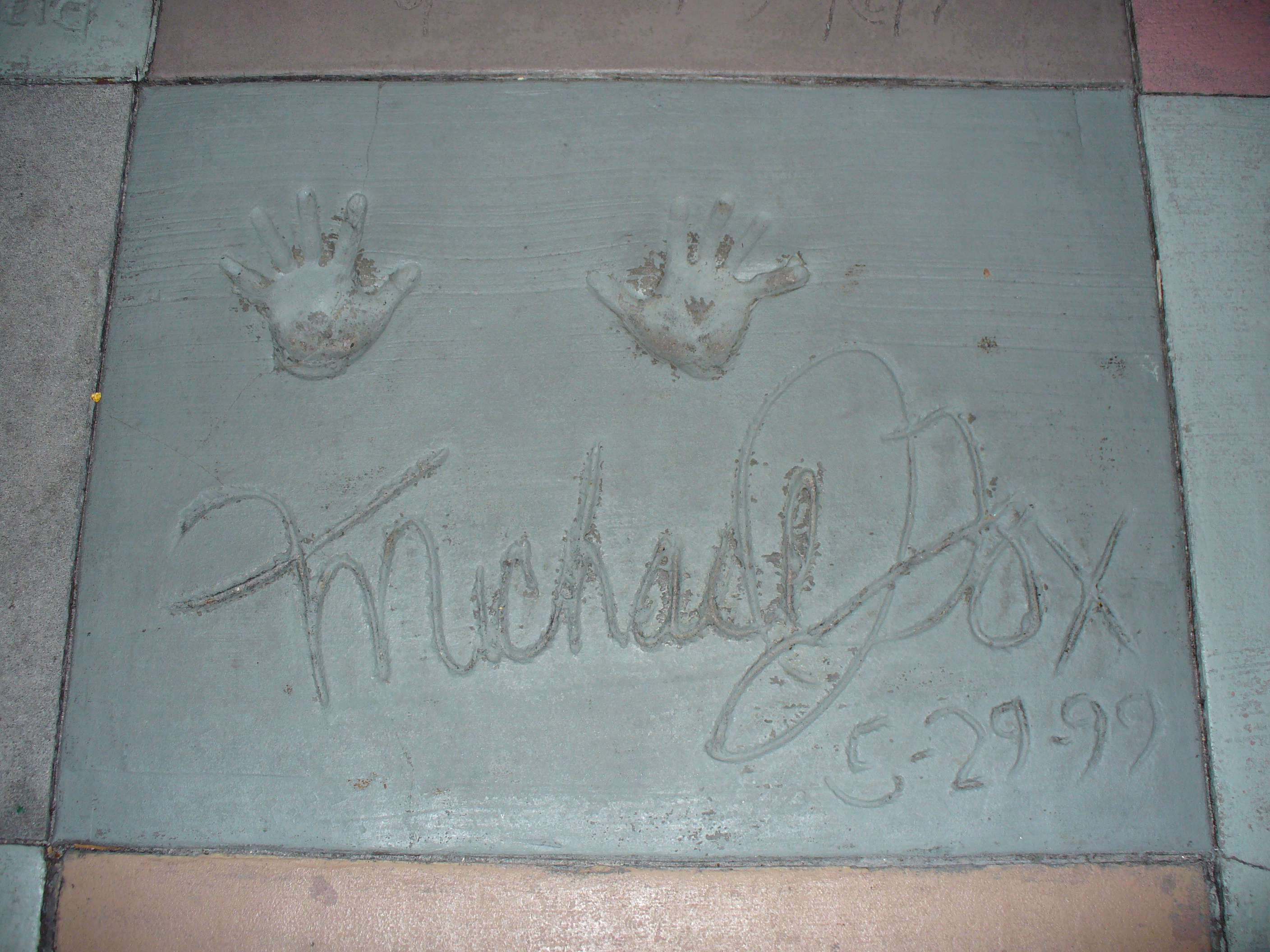
Відбитки рук Фокса перед атракціоном «The Great Movie Ride» в тематичному парку «Disney's Hollywood Studios»

Шоу «Спін-Сіті» виходило в ефір з 1996 по 2002 рік на каналі ABC. Серіал розповідав про вигаданих членів уряду міста Нью-Йорк, а Фокс грав роль Майка Флаерті — заступника мера. Актор виграв премію «Еммі» у 2000 році за роль у серіалі, три «Золоті глобуси» у 1998, 1999 і 2000, а також дві премії «Гільдії кіноакторів» у 1999 і 2000 роках. Під час роботи над третім сезоном Фокс оголосив колегам по серіалу, що він хворий на хворобу Паркінсона. У січні 2000 року, працюючи над четвертим сезоном, актор ухвалив рішення про відхід з серіалу, а вільний час він збирався присвятити родині. Однак у планах актора було продовження роботи у кіно, а також гостьові появи у різних шоу — Фокс також тричі з'явився у фінальному сезоні «Спін-Сіті». Після відходу його замінив Чарлі Шин, який зіграв Чарлі Кроуфорда. Всього було знято 145 епізодів. Також під час знімання перших чотирьох сезонів Фокс виконував функції виконавчого продюсера разом з Біллом Лоуренсом і Гері Девідом Голдбергом.
У 2004 році Фокс знявся у гостьовій ролі доктора Кевіна Кейсі у серіалі «Клініка» — його персонаж страждав від обсесивно-компульсивного розладу. Автор серіалу — Білл Лоуренс, творець «Спін-Сіті». 2006 року Фокс знявся у серіалі «Юристи Бостона» у ролі пацієнта, що страждає від раку легенів. У третьому сезоні продюсери ввели його персонаж на постійній основі, починаючи з прем'єри. За цю роль Фокс номінувався на премію «Еммі» у категорії «Найкраща гостьова поява». 2009 року актор з'явився у п'яти епізодах комедійної драми «Спаси мене», що принесло Майклу премію «Еммі» у номінації «Найкраща гостьова поява у драматичному серіалі». Починаючи з 2000 року Фокс випустив три автобіографії: «Lucky Man: A Memoir» (2002), «Always Looking Up: The Adventures Of An Incurable Optimist» (2009) і «A Funny Thing Happened On The Way To The Future: Twists & Turns & Lessons Learned» (2010).

### Сучасний період
У 2010 році актор повернувся на телебачення, зігравши у драмі «Хороша дружина» адвоката-негідника Луїса Кеннінга .
Майкл Джей Фокс був присутній на церемонії закриття зимових Олімпійських ігор у Ванкувері 28 лютого 2010 року. Він виголосив промову, під час якої зазначив, що він гордий, що є канадцем (у актора подвійне громадянство — США та Канади). Також актор разом з Вільямом Шетнер і Кетрін О'Хара виступив з комедійними монологами у рамках концертної частини ігор під назвою «I Am Canadian». Влітку 2010 року разом з моделлю і актрисою Тетяною Патітц взяв участь у фотосесії «Carl Zeiss», яку провів Браян Адамс у Нью-Йорку для календаря на 2011 рік.
Крім того, у 2011 році актор взяв участь в озвученні змужнілого Марті МакФлая, а також його предка Вільяма МакФлая, у фінальному, п'ятому епізоді ігрового серіалу «Back to the Future: The Game» під назвою «Outatime!. Під час роботи над проєктом він зустрівся зі своїм колегою і другом Крістофером Ллойдом.

## Особисте життя

### Сім'я та друзі
Фокс одружився з Трейсі Поллан 16 липня 1988 року у готелі „West Mountain Inn“ в Арлінгтоні у Вермонті. У пари четверо дітей: Сем Майкл (народився 30 травня 1989 року), близнюки Скайлер Френсіс і Аквіно Кетлін (народились 15 лютого 1995 року) і Есме Аннабель (народилася 3 листопада 2001 року).
Давно дружить з актором і продюсером Денисом Лірі, з яким поділяє захоплення хокеєм.

### Хвороба і громадська діяльність
Перші симптоми хвороби Паркінсона з'явилися у Фокса у 1990 році під час знімання фільму „Доктор Голівуд“, хоча діагноз йому поставили лише у наступному році. Після цього Фокс почав багато пити, однак вчасно отримав підтримку, і незабаром поборов пристрасть до алкоголю. 1998 року він повідомляє шанувальникам і колегам про хворобу, після чого присвячує себе дослідженню хвороби, заснувавши фонд „The Michael J. Fox Foundation“, який розглядає всі можливості лікування хвороби, включаючи використання стовбурових клітин.
Для придушення симптомів Фокс приймає препарат „Sinemet“, а також з 1998 року проходить таламотомію. Його перша книга «Lucky Man» розповідає про те, як на ранній стадії Фокс намагався заперечувати існування у нього хвороби, про організацію фонду, проблеми з пияцтвом, а також початок досліджень хвороби. У книзі Фокс говорить, що він не приймав ліки до свого зізнання у «Senate Appropriations Subcommittee» у 1998 році .

## Фільмографія

### Кіно
| Рік  | Назва                                      | В оригіналі                              | Роль                                                | Примітки                  |
| ---- | ------------------------------------------ | ---------------------------------------- | --------------------------------------------------- | ------------------------- |
| 1980 | Опівнічне божевілля                        | Midnight Madness                         | Скотт Ларсон                                        |                           |
| 1982 | Клас-1984                                  | Class Of 1984                            | Артур                                               |                           |
| 1985 | Назад у майбутнє                           | Back To The Future                       | Марті Макфлай                                       |                           |
| 1985 | Вовченя                                    | Teen Wolf                                | Скотт Говард                                        |                           |
| 1987 | Денне світло                               | Light Of Day                             | Джоуи Резник                                        |                           |
| 1987 | Секрет мого успіху                         | The Secret Of My Success                 | Брентлі Фостер/Карлтон Вітфілд                      |                           |
| 1988 | Яскраві вогні, велике місто                | Bright Lights, Big City                  | Джеймі Конвей                                       |                           |
| 1989 | Військові втрати                           | Casualties Of War                        | Рядовий Макс Ерікссон                               |                           |
| 1989 | Назад у майбутнє 2                         | Back To The Future, Part II              | Марті Макфлай/Марті Макфлай-молодший/Марлін Макфлай |                           |
| 1990 | Назад у майбутнє 3                         | Back To The Future, Part III             | Марті Макфлай/Шеймус Макфлай                        |                           |
| 1991 | Напролом                                   | The Hard Way                             | Логін Ленс/Рей Казанів                              |                           |
| 1991 | Доктор Голівуд                             | Doc Hollywood                            | Доктор Бенджамін Стоун                              |                           |
| 1993 | Дорога додому: Неймовірна подорож          | Homeward Bound: The Incredible Journey   | Шанс                                                | Озвучення                 |
| 1993 | Життя з Майкі                              | Life With Mikey                          | Chapman Майкл «Майки» Чепман                        |                           |
| 1993 | Консьєрж                                   | For Love Or Money                        | Даг Аерленд                                         |                           |
| 1994 | Там, де ріки течуть на північ              | Where The Rivers Flow North              | Клейтон Фарнсуорт                                   |                           |
| 1994 | Жадібність                                 | Greedy                                   | Деніел Мактіг                                       |                           |
| 1995 | Зі зневірою в особі                        | Blue In The Face                         | Піт Мелоні                                          |                           |
| 1995 | Холоднокровний                             | Coldblooded                              | Тім Олександр                                       | Продюсер фільму           |
| 1995 | Американський президент                    | The American President                   | Льюіс Ротшілд                                       |                           |
| 1996 | Дорога додому 2: Загублені у Сан-Франциско | Homeward Bound II: Lost In San Francisco | Шанс                                                | Озвучення                 |
| 1996 | Страшили                                   | The Frighteners                          | Френк Бенністер                                     |                           |
| 1996 | Марс атакує!                               | Mars Attacks!                            | Джейсон Стоун                                       |                           |
| 1999 | Стюарт Літтл                               | Stuart Little                            | Стюарт Літтл                                        | Озвучення                 |
| 2001 | Атлантида: Загублена імперія               | Atlantis: The Lost Empire                | Майло Джеймс Тетч                                   | Озвучення                 |
| 2002 | Траса 60                                   | Interstate 60                            | Містер Бейкер                                       |                           |
| 2002 | Стюарт Літтл 2                             | Stuart Little 2                          | Стюарт Літтл                                        | Озвучення                 |
| 2006 | Стюарт Літтл 3: Заклик природи             | Stuart Little 3: Call Of the Wild        | Стюарт Літтл                                        | Озвучення Direct-to-video |
| 2019 | Побачимося вчора                           | See You Yesterday                        |                                                     |                           |

### Телебачення
| Рік       | Назва                                                     | В оригіналі                                        | Роль                   | Примітки                                                               |
| --------- | --------------------------------------------------------- | -------------------------------------------------- | ---------------------- | ---------------------------------------------------------------------- |
| 1973      | Блукачі                                                   | The Beachcombers                                   |                        | Епізод «Truck Logger»                                                  |
| 1977      | Магічна брехня                                            | The Magic Lie                                      |                        | Епізод «The Master»                                                    |
| 1979      | Листи від Френка                                          | Letters From Frank                                 | Ріккі                  | Телевізійний фільм CBS                                                 |
| 1979      | Лу Грант                                                  | Lou Grant                                          | Пол Стоун              | Епізод «Kids»                                                          |
| 1980      | Палмерстаун, США                                          | Palmerstown, U.S.A.                                | Віллі-Джо Хол          |                                                                        |
| 1980      | Сім'я                                                     | Family                                             | Ріхард Тополя          | Епізод «Such A Fine Line»                                              |
| 1980      | Проблеми в окрузі Тімбер-Хай                              | Trouble In High Timber Country                     | Томас Елстон           | Телевізійний фільм ABC                                                 |
| 1981      | Мисливець Джон                                            | Trapper John, M.D.                                 | Елліот Швайцер         | Епізод «Brain Child»                                                   |
| 1981      | Лео і Я                                                   | Leo & Me                                           | Джеймі                 | Знятий у 1976; показаний на CBC у 1981 у титрах вказаний як «Mike Fox» |
| 1982      | Тільки для вчителів                                       | Teachers Only                                      | Джефф                  | Епізод «The Make Up Test»                                              |
| 1982-1989 | Сімейні узи                                               | Family Ties                                        | Алекс П. Кітон         | 176 епізодів                                                           |
| 1983      | Човен любові                                              | The Love Boat                                      | Джиммі Коуенс          | Епізод «I Like To Be In America …»                                     |
| 1983      | Американська школа                                        | High School U.S.A.                                 | Джей-Джей Меннерс      | Телевізійний пілот NBC                                                 |
| 1984      | Нічний суд                                                | Night Court                                        | Едді Сіммс             | Епізод «Santa Goes Downtown»                                           |
| 1984      | Домашня комедія: Спеціальний випуск                       | The Homemade Comedy Special                        | Провідний              | Спеціальний випуск від NBC                                             |
| 1985      | Отруйний плющ                                             | Poison Ivy                                         | Денніс Бакстер         | Телевізійний фільм NBC                                                 |
| 1986      | Другий щорічний святковий кінофестиваль Девіда Леттермана | David Letterman's 2nd Annual Holiday Film Festival |                        | Спеціальний випуск NBC сегмент «The Iceman Hummeth»                    |
| 1987      | Повернення Бруно                                          | The Return of Bruno                                | Грає себе              |                                                                        |
| 1988      | На 60-річчя Мікі!                                         | Mickey's 60th Birthday                             | Алекс П. Кітон         | Спеціальний випуск                                                     |
| 1990      | Секс, покупки і реклама                                   | Sex, Buys & Advertising                            |                        | Спеціальний випуск                                                     |
| 1991      | Суботнім вечором у прямому ефірі                          | Saturday Night Live                                | Провідний              | Епізод «Michael J. Fox/The Black Crowes»                               |
| 1991      | Байки зі склепу                                           | Tales From The Crypt                               | Прокурор               | Епізод «The Trap»                                                      |
| 1994      | Не пий воду                                               | Don't Drink The Water                              | Аксель Медж            | Телевізійний фільм ABC                                                 |
| 1996-2001 | Спін-Сіті                                                 | Spin City                                          | Майк Флаерті           | 103 епізоду                                                            |
| 2002      | Школа клонів                                              | Clone High                                         | Залишилася нирка Ганді | Озвучення в епізоді «Escape To Beer Mountain: A Rope Of Sand»          |
| 2004      | Клініка                                                   | Scrubs                                             | Доктор Кевін Кейсі     | Епізоди «My Catalyst» і «My Porcelain God»                             |
| 2006      | Юристи Бостона                                            | Boston Legal                                       | Деніел Пост            | 6 епізодів                                                             |
| 2009      | Врятуй мене                                               | Rescue Me                                          | Дуайт                  | 5 епізодів                                                             |
| 2010      | The Colbert Report                                        | The Colbert Report                                 | Грає себе              | Епізод 6.62                                                            |
| 2010-2012 | Хороша дружина                                            | The Good Wife                                      | Луіс Кеннінг           | 26 епізодів                                                            |
| 2011      | Першокласний кулінар                                      | Ace Of Cakes                                       | Грає себе              |                                                                        |
| 2011      | Стримай свій ентузіазм                                    | Curb Your Enthusiasm                               | Грає себе              | Епізод «Larry vs. Michael J. Fox»                                      |
| 2011      | Фінеас і Ферб                                             | Phineas & Ferb                                     | Майкл                  | Епізод «The Curse Of Candace»                                          |
| 2013-14   | Шоу Майкла Джей Фокса                                     | The Michael J. Fox Show                            | Майкл Генрі            | Знімається                                                             |

### Відеоігри
| Рік  | Назва                        | Роль           | Примітки          |
| ---- | ---------------------------- | -------------- | ----------------- |
| 2011 | Back to the Future: The Game | Вільям МакФлай | епізод «Outatime» |
| 2015 | Lego Dimensions              | Марті МакФлай  |                   |

### Інші проєкти
| Рік       | Назва                           | В оригіналі                                       | Примітки                      |
| --------- | ------------------------------- | ------------------------------------------------- | ----------------------------- |
| 1995      | Холоднокровний                  | Coldblooded                                       | Продюсер                      |
| 1996-2000 | Спін-Сіті                       | Spin City                                         | Виконавчий продюсер           |
| 1999      | Ганна говорить                  | Anna Says                                         | Виконавчий продюсер           |
| 2002      | Інакше заручена                 | Otherwise Engaged                                 | Виконавчий продюсер           |
| 2003      | Хенч бере перерву               | Hench At Home                                     | Виконавчий продюсер           |
| 2011      | Назад у майбутнє: Гра. Епізод 5 | Back to the Future: The Game. Episode V: Outatime | Актор озвучки: Вільям Макфлай |

## Нагороди

### Премії
Сатурн:
- 1985: Найкращий актор («Назад у майбутнє»)

Еммі:
- 1986: Видатне виконання головної ролі у комедійному серіалі («Сімейні узи»)
- 1987: Видатне виконання головної ролі у комедійному серіалі («Сімейні узи»)
- 1988: Видатне виконання головної ролі у комедійному серіалі («Сімейні узи»)

Золотий глобус:
- 1989: Найкраще виконання чоловічої ролі у телесеріалі (комедії/мюзиклі) («Сімейні узи»)
- 1998: Найкраще виконання чоловічої ролі у телесеріалі (комедії/мюзиклі) («Спін-Сіті»)
- 1999: Найкраще виконання чоловічої ролі у телесеріалі (комедії/мюзиклі) («Спін-Сіті»)
- 2000: Найкраще виконання чоловічої ролі у телесеріалі (комедії/мюзиклі) («Спін-Сіті»)

Вибір народу:
- 1997: Улюблений актор у новому шоу

Премія Гільдії кіноакторів США:
- 1999: Видатне виконання чоловічої ролі у комедійному серіалі («Спін-Сіті»)
- 2000: Видатне виконання чоловічої ролі у комедійному серіалі («Спін-Сіті»)

Греммі:
- 2010: Найкраща аудіо-книга («Always Looking Up: Adventures Of An Incurable Optimist»)

### Номінації
Еммі:
- 1985: Видатне виконання ролі другого плану у комедійному серіалі («Сімейні узи»)
- 1989: Видатне виконання головної ролі у комедійному серіалі («Сімейні узи»)
- 1997: Видатне виконання головної ролі у комедійному серіалі («Спін-Сіті»)
- 1998: Видатне виконання головної ролі у комедійному серіалі («Спін-Сіті»)
- 1999: Видатне виконання головної ролі у комедійному серіалі («Спін-Сіті»)
- 2006: Видатне виконання запрошеної ролі у драматичному серіалі («Юристи Бостона»)
- 2011: Видатне виконання запрошеної ролі в драматичному серіалі («Хороша дружина»)

Золотий глобус:
- 1986: Найкраще виконання чоловічої ролі у телесеріалі (комедії/мюзиклі) («Сімейні узи»)
- 1986: Найкраще виконання чоловічої ролі у фільмі (комедії/мюзиклі) («Назад у майбутнє»)
- 1987: Найкраще виконання чоловічої ролі у телесеріалі (комедії/мюзиклі) («Сімейні узи»)
- 1997: Найкраще виконання чоловічої ролі у телесеріалі (комедії/мюзиклі) («Спін-Сіті»)

Кінопремія супутник:
- 1997: Найкраще виконання чоловічої ролі у телесеріалі (комедії/мюзиклі) («Спін-Сіті»)[45]
- 1998: Найкраще виконання чоловічої ролі у телесеріалі (комедії/мюзиклі) («Спін-Сіті»)[46]
- 1999: Найкраще виконання чоловічої ролі у телесеріалі (комедії/мюзиклі) («Спін-Сіті»)[47]

Вибір народу:
- 2012: Улюблена телевізійна зірка («Хороша дружина»)

### Почесні звання
16 грудня 2002 року отримав свою зірку на Голівудської «Алеї Слави» (номер — 2209), а майже через шість років — у вересні 2008 року — отримав зірку на 10-й офіційній церемонії канадської «Алеї слави». Крім того, портрет актора висить на «Стіні слави» знаменитого ресторану «Планета Голівуд».
Журнал «TV Guide» (випуск від 23 січня 2005 року) поставив актора на 23-є місце у своєму списку «Найбільших ідолів підлітків усіх часів». Театр у Бернабе — рідному місті актора у Канаді було названо на честь Фокса.
У травні 2008 року здобув ступінь почесного доктора образотворчих мистецтв у Університеті Нью-Йорка, в той же час здобув ступінь почесного доктора юриспруденції в Університеті Британської Колумбії.
2009 року здобув премію «Influential Canadian Expat Award» як найвпливовіший канадський діяч за кордоном .
4 червня 2010 уряд міста Бернабе у Британській Колумбії вручив Фоксу почесну нагороду «Freedom Of The City».
У 2011 році акторові вручили німецьку нагороду «Золота камера» за досягнення у галузі телебачення.